# Мутная (река, впадает в Камское водохранилище)
Мутная — река в России, протекает по Добрянскому и Чусовскому районам Пермского края. Устье реки находится в 60 км по правому берегу Чусовского залива Камского водохранилища. Длина реки составляет 22 км. В 6,9 км от устья принимает по левому берегу реку Заозёрная.
Исток реки северо-восточнее села Ярино в 16 км к востоку от города Добрянка. Река течёт на юго-восток среди лесистых холмов западных предгорий Среднего Урала. Верхнее течение не населено, в нижнем течении протекает деревню Мутная. Большая часть течения проходит по Добрянскому району, в среднем течении река преодолевает участок по территории Чусовского района. Притоки — Сухая Мутная, Малая Мутная, Заозёрная (все — левые). Впадает в Чусовской залив Камского водохранилища у посёлка Усть-Шалашная. На последних километрах течения резко расширяется из-за подпора водохранилища. Высота устья — 108,2 м над уровнем моря.

## Данные водного реестра

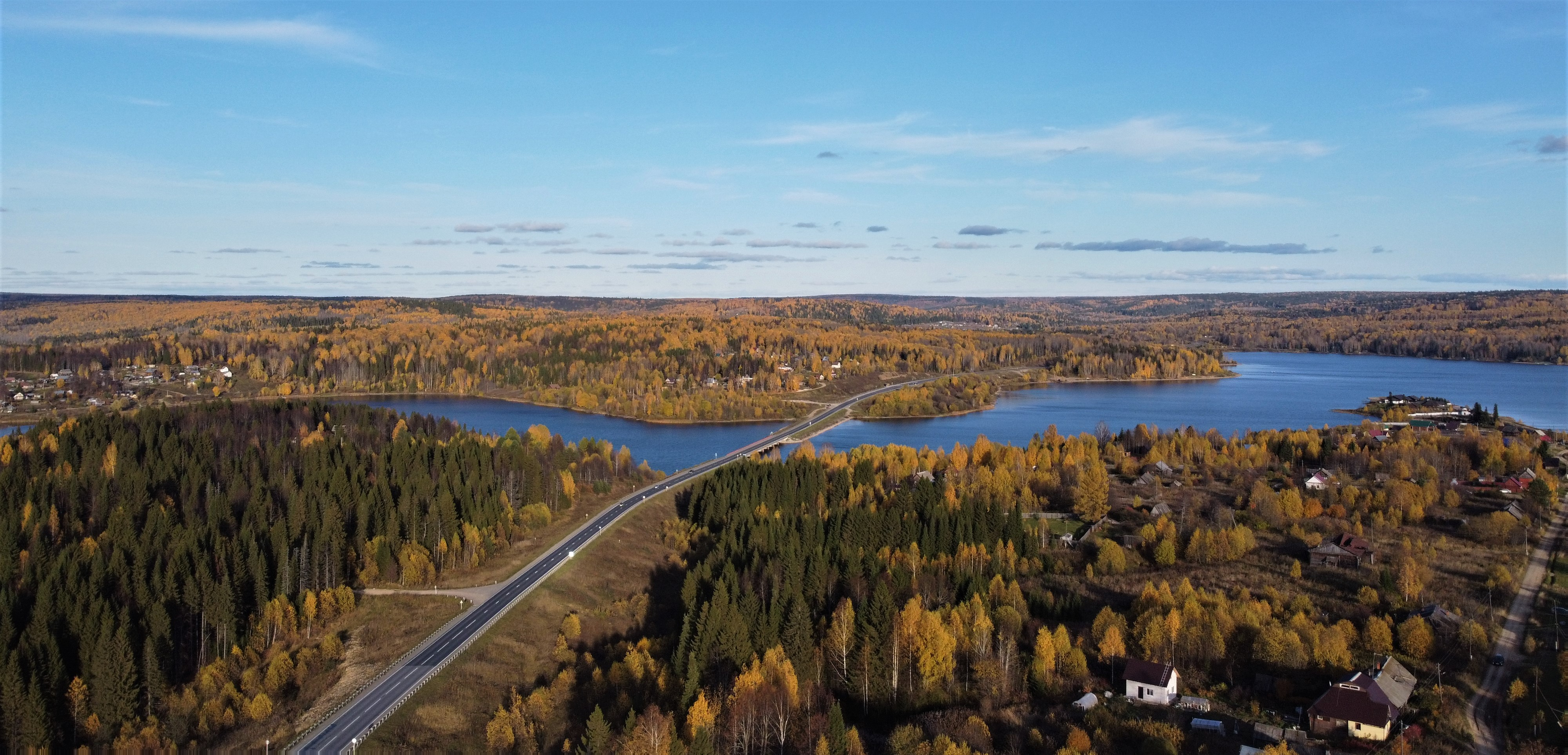
Устье Мутной около посёлка Усть-Шалашная

По данным государственного водного реестра России относится к Камскому бассейновому округу, водохозяйственный участок реки — Кама от города Березники до Камского гидроузла, без реки Косьва (от истока до Широковского гидроузла), Чусовая и Сылва, речной подбассейн реки — бассейны притоков Камы до впадения Белой. Речной бассейн реки — Кама.
Код объекта в государственном водном реестре — 10010100912111100012189.